# Předsedkyně pro parádu
Předsedkyně pro parádu (v anglickém originále The President Wore Pearls) je 3. díl 15. řady (celkem 316.) amerického animovaného seriálu Simpsonovi. Scénář napsal Dana Gould a díl režíroval Mike B. Anderson. V USA měl premiéru dne 16. listopadu 2003 na stanici Fox Broadcasting Company a v Česku byl poprvé vysílán 23. září 2006 na stanici ČT2. Díl paroduje muzikál Evita.

## Děj
Springfieldská základní škola pořádá v tělocvičně finanční sbírku v podobě kasina pořádaném předsedou studentské rady Martinem Princem. Homer vyhraje velkou částku, ale když Martin řekne, že jeho výhru nelze vyměnit za skutečné peníze, rozzlobení návštěvníci kasina se vzbouří. Poté, co se chaos uklidní, oznámí ředitel Skinner Martinovi, že musí odstoupit z funkce předsedy. Je vyhlášena volba nového předsedy, do níž se přihlásí Líza. Původně oblíbený Nelson Muntz je však favoritem na vítězství. Během debaty ve školní aule Líza zazpívá píseň („Vote For a Winner“, parodie na „Don't Cry for Me Argentina“) o tom, jak bude bojovat za práva studentů, a získá je na svou stranu. 
Líza snadno volby vyhraje. Učitelský sbor, znepokojený jejím odhodláním a popularitou, diskutuje o tom, jak ji kontrolovat. Po návrhu paní Krabappelové, že ženskou slabostí je ješitnost, zazpívají další píseň („I Am Their Queen“, parodie na „Rainbow High“) a z Lízy udělají módní dvojnici Evy Perónové. Ta se zpočátku brání, ale nakonec se podvolí, protože usoudí, že i tak bude schopna bojovat za děti. Studenti si novou Lízu zamilují víc než kdy dřív, ale učitelský sbor ji použije jako obětního beránka, protože kvůli úsporám v rozpočtu vyškrtne z učebních osnov hudební výchovu, tělocvik a výtvarnou výchovu. Tváří v tvář rozhořčenému studentstvu Líza rezignuje na funkci předsedkyně, vrátí se ke svým starým červeným šatům a špičatým vlasům a vede studenty ke stávce. 
Na jejich stranu se postaví filmař Michael Moore, který prohlásí, že děti, jež nemají hudební, tělesné a výtvarné výchovy, se s větší pravděpodobností stanou nezaměstnanými a skončí v některém z jeho filmů. Do školy přijíždí policie, ale Líza ji přesvědčí, aby se také postavila na jejich stranu. Skinner si uvědomí, že neexistuje jiné východisko z ochromující stávky než Lízu zlikvidovat, a nechá ji převést do školy pro „akademicky nadané a problémové“. Při odjezdu autobusu jsou její spolužáci i zbytek Springfieldu zarmouceni, ale ona je uklidňuje tím, že ji stále mohou zastihnout prostřednictvím e-mailu. 
Právě když Líza dorazí do své nové školy, Homer zastaví a odmítne ji pustit do školy, protože se nechce zabývat časem stráveným řízením. Springfieldské základní škole se nakonec podaří obnovit výuku hudební výchovy, výtvarné výchovy a tělocviku tím, že zruší očkování proti chřipce a prodává volně ložené cigarety. Jako poznámku na závěr autoři uvádějí, že na radu svých právníků nemají absolutně žádné informace o muzikálu založeném na životě Evy Perónové.

## Produkce
Nápad na tuto epizodu vymyslel Al Jean, kterého motivovala jeho láska k divadlu. Považoval Evitu za skvělý politický muzikál a prohlásil, že „si prostě vždycky myslel, že je to jedna z nejgeniálnějších věcí vůbec, a to, že to Líza dělala, stálo u zrodu této epizody“. Ačkoli Yeardley Smithová, dabérka Lízy, původně předpokládala, že ústřední myšlenka epizody byla zamýšlena jako politická satira, Al Jean v komentářové stopě upřesnil, že neměl žádnou politickou motivaci a chtěl jen „nechat Lízu zpívat“.
Jean si také připisuje nápad pozvat Michaela Moora, aby se v dílu objevil jako host. Jako faktor, který k tomu přispěl, uvádí svou lásku k filmu Roger a já (který podle jeho slov „skutečně vystihl celý způsob, jakým se cítil, když vyrůstal v Detroitu“), ale nakonec rozhodujícím faktorem bylo vyslechnutí Mooreovy děkovné řeči za nejlepší dokumentární film během 75. ročníku udílení cen Akademie, během níž veřejně odsoudil George W. Bushe. Jean poznamenává, že „štáb je plný fanoušků“, takže se tento nápad setkal s téměř jednomyslným nadšením.
Moore nabídku rychle přijal, aniž by vůbec věděl, jaká bude jeho role v epizodě, a prohlásil, že nejenže Simpsonovy sleduje od jejich vzniku jako série krátkých filmů v pořadu The Tracey Ullman Show, ale že je fanouškem tvorby Matta Groeninga už od počátku 80. let a v alternativních novinách, které provozoval z Flintu ve státě Michigan, vydával Groeningovy komiksy Life in Hell. Ocenil, že se díl zaměřil na likvidaci uměleckých programů na veřejných školách, a líbilo se mu, že ho Kent Brockman nazval „profesionálním buttinským“.
Hudební čísla složil Alf Clausen, hlavní skladatel seriálu v letech 1990–2017, a ačkoli je autor epizody Dana Gould uveden jako jediný textař, Al Jean v komentářové stopě upřesnil, že texty byly společným dílem několika autorů Simpsonových. Nějakou dobu před vznikem epizody Jean navrhl, že kvůli „významnému honoráři za přítomnost písní v epizodě“ by měl být každý text napsaný scenáristy pro použití v dílu Simpsonových připsán tomu, kdo díl původně napsal, aby se předešlo případným sporům o to, kdo by měl být připsán a kdo by měl dostat honorář“. Ačkoli původně nadhozené písně byly věrnější melodiím písní Evity, z nichž vycházely, byl seriál nucen melodie z právních důvodů upravit. Směska písní, které v epizodě zazněly, byla v roce 2007 zařazena na kompilační album The Simpsons: Testify.

## Přijetí
V roce 2007 časopis Vanity Fair označil díl za desátou nejlepší epizodu seriálu Simpsonovi. John Orvted uvedl: „Může se zdát směšné zařadit do tohoto seznamu cokoli pozdějšího, než je 8. řada, ale tenhle díl je geniální. Hudební čísla jsou úžasně dobrá a Lízino vykoupení je tak dobře vystavěné, že připomíná zlatá léta seriálu – 3. až 8. řadu.“. V roce 2019 časopis Time zařadil epizodu na čtvrté místo v seznamu 10 nejlepších epizod Simpsonových vybraných odborníky na Simpsonovy.
Alf Clausen a Dana Gould byli nominováni na cenu Emmy za vynikající původní hudbu a text za první píseň v tomto dílu, ale prohráli s písní „Because You Are Beautiful“ z dokumentárního filmu Until the Violence Stops.